# Prêmio Valêncio Xavier
O Prêmio Valêncio Xavier foi uma homenagem dada a personalidades que se destacaram no meio cultural nacional brasileiro.

## História
Criado em 2007 pelo Governo do Paraná por proposta da atriz Ittala Nandi, diretora-geral do Festival de Cinema do Paraná (Festival do Paraná de Cinema Brasileiro e Latino) para serem entregue no transcurso das edições deste evento, junto ao Troféu Araucária de Ouro e ao Prêmio Dina Sfat. 
Homenageia o escritor, cineasta, roteirista e diretor de TV brasileiro Valêncio Xavier Niculitcheff (1933-2008) fundador do Museu da Imagem e do Som do Paraná e da Cinemateca de Curitiba.
A organização da CINETVPR e do 2º Festival do Paraná de Cinema Brasileiro Latino se manifestou pela instituição do Prêmio Valêncio Xavier, como um tributo a este pioneiro do Cinema e da televisão paranaenses, uma busca na sua história de luta pela cultura deste estado a inspiração para fortalecer a escola de cinema e fomentar o pólo de cinema do Paraná.

## Ganhadores
Sua primeira edição, em 2007, premiou o cineasta Marcos Jorge.